# هانس شيفر
هانس شيفر (بالألمانية: Hans Schäfer) (مواليد 19 أكتوبر 1927 في ألمانيا - 7 نوفمبر 2017)، هو لاعب كرة قدم ألماني دولي سابق كان يلعب كمهاجم. اعتزل اللعب عام 1965. سبق له أن لعب في كأس العالم لكرة القدم مع منتخب بلاده. بدأ مسيرته الرياضية عام 1948.

## المسيرة الاحترافية

### أندية لعب لها
- نادي كولن

## روابط خارجية
- هانس شيفر على موقع ميوزك برينز (الإنجليزية)
- هانس شيفر على موقع ديسكوغز (الإنجليزية)
- هانس شيفر على موقع الاتحاد الدولي (مؤرشف)  (الإنجليزية)
- هانس شيفر على موقع قاعدة بيانات كرة القدم.إي يو (الإنجليزية)
- هانس شيفر على موقع بيانات كرة القدم. دي إي (الألمانية)
- هانس شيفر على موقع ناشيونال فوتبول تيمز (الإنجليزية)
- هانس شيفر على موقع عالم كرة القدم.نت (الإنجليزية)